# Idris I de Líbia

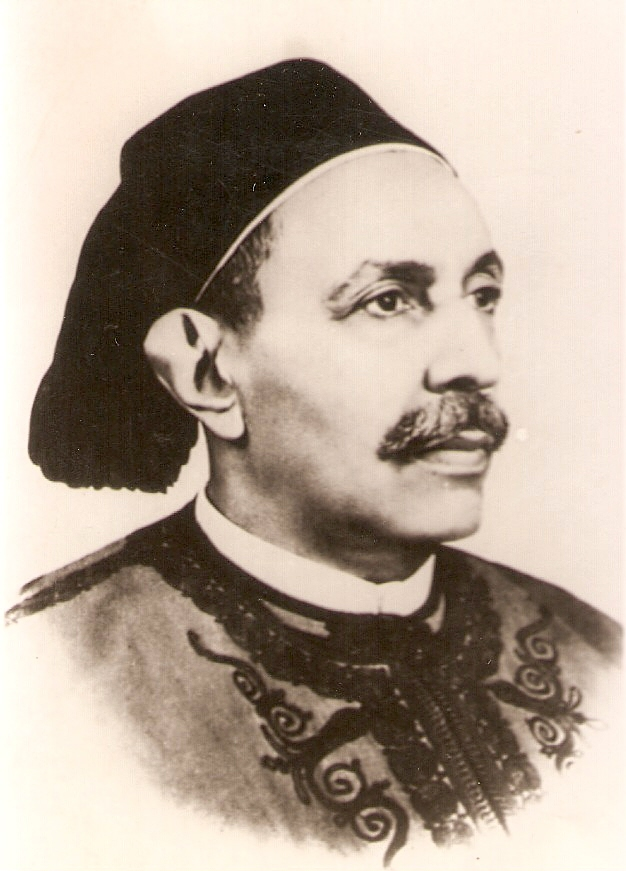
Idrís I de Líbia (cap al 1951).

El sàyyid Muhàmmad Idrís al-Mahdí as-Sanussí o Idrís I (àrab: إدريس الأول, Idrīs al-Awwal) (Al-Jaghbub, Líbia, 12 de març de 1890 - el Caire, Egipte, 25 de maig de 1983) fou un xeic i polític libi, rei de Líbia entre el 24 de desembre de 1951 i l'1 de setembre de 1969, l'únic de la dinastia senussita.

## Joventut
Era fill de Muhàmmad al-Mahdí ibn Muhàmmad as-Sanussí i de la seva cinquena esposa Àïxa bint Àhmad as-Syrta, i net del fundador de la confraria islàmica senussita, Muhàmmad ibn Alí as-Sanussí. A la mort del seu pare era massa jove i la direcció va passar al seu cosí (fill d'un germà del seu pare), el sàyyid Àhmad ibn Muhàmmad as-Sanussí. Favorable als aliats durant la I Guerra Mundial, les derrotes militars el 1916 van fer créixer la seva influència i el 1917 va negociar amb els britànics i italians, amb els quals va signar el tractat de pau d'Akrama (prop de Tobruk), pel qual la tariqa o confraria Sanusiyya era reconeguda a Cirenaica sota la seva direcció, tot i que el seu cosí encara va conservar el control parcial fins que va fugir en un submarí alemany l'agost de 1918. Durant quatre anys es van mantenir els acords amb Itàlia i la tariqa va quedar sota el seu control tot i que la direcció espiritual la mantenia el seu cosí, però el 1922 Mussolini va decretar la «Riconquista»; Idrís es va exiliar a Egipte mentre la seva gent va mantenir la resistència fins al 1931 quan fou ocupada Kufra (gener) i fou penjat Umar Mukhtar (setembre). El 1933 va morir el seu cosí i va assolir la direcció de la tariqa.
A la II Guerra Mundial va donar suport als aliats i va formar una força senusita que va lluitar amb els britànics; aquests van ocupar Cirenaica el 1942 (oficialment el govern italià va acabar el 13 de maig de 1943).

## Emir de Cirenaica
En acabar la guerra el 1945, fou necessari plantejar el futur de Líbia. Idrís hi fou reconegut com a emir de Cirenaica l'octubre de 1946. Itàlia va renunciar a Líbia en favor dels aliats el 15 de febrer de 1947. Idrís va proclamar la independència de l'emirat de Cirenaica l'1 de març de 1949, sent reconeguda per la Gran Bretanya l'1 de juny de 1949. El 21 de novembre de 1949 Líbia fou concedida a Gran Bretanya i França com a mandat i Cirenaica esdevenia un territori autònom.

## Rei de Líbia
El desembre de 1950 es va decidir la unió de les regions de Tripolitana, Cirenaica i Fezzan per formar una monarquia federal de Líbia, sent reconegut com a sobirà Idrís I el 24 de desembre de 1951 al qual la constitució donava un considerable poder sobre el Parlament i sobre l'exèrcit. Les tres regions tenien interessos contraposats i fou difícil establir una cooperació i per això el 25 d'abril de 1963 la constitució fou esmenada abolint el règim federal i establint l'estat unitari.
Idrís, de tendència clarament pro-occidental, va tenir un paper menor en la política àrab. Va tenir una posició no intervencionista en la Guerra dels Sis Dies (1967), entre Israel d'un costat i Egipte, Síria i Jordània de l'altra, fet que va tenir molt mala acollida entre els treballadors i estudiants del país. El malestar del poble va anar augmentant fins que fou enderrocat per un cop d'estat militar encapçalat pel tinent coronel Muammar el Gaddafi l'1 de setembre de 1969, quan el rei era a l'estranger per rebre tractament mèdic. Idrís fou jutjat i condemnat a mort en absència (1971).
Va morir al seu exili d'Egipte el 1983. Havia adoptat la nacionalitat egípcia nou anys abans. La seva esposa Fatima al-Sharif (filla de Sayyid Muhammad al-Mahdi Ahmad ibn Sayyid Muhammad as-Sanusi) va morir el 3 d'octubre de 2009, als 98 anys (1911-2009); el 2007 se li havia retornat la seva casa de Trípoli.
El seu besnebot Muhàmmad as-Sanussí, és l'actual pretendent al tron libi.

## Primers ministres de Líbia sota Idrís I, 1951-1969
1. Mahmud al-Muntasir 1951-1954.
2. Muhammad Sakizli 1954.
3. Mustafa ibn Halim 1954-1957.
4. Abdul Majid Kubar 1957-1960.
5. Muhammad Osman Said 1960-1963.
6. Mohieddin Fikini 1963-1964.
7. Mahmud al-Muntasir 1964-1965.
8. Hussein Maziq 1965-1967.
9. Abdul Qadir al-Badri 1967.
10. Abdul Hamid al-Bakkoush 1967-1968.
11. Wanis al-Qaddafi 1968-1969.